# 渣吗河
渣吗河一作喳吗河，位于中国云南省绿春县中部，是小黑江右岸支流，上游称哈育河，发源于中国绿春县骑马坝乡哈育村委会独家村小组西北的干龙潭梁子，蜿蜒东南流经渣吗村小组后始称“喳吗河”，继续东南流经玛玉村、骑马坝村等地，于骑马坝乡杯倮村委会苏尼村小组东北汇入小黑江。河长42.9千米，落差1540米，流域面积425.2平方千米。年均径流量8.80亿立方米。干流中游左岸坐落有黄连山，为国家级自然保护区，以保护常绿阔叶林和热带季节雨林生态系统为主，有绿春苏铁、东京龙脑香、多毛坡垒以及印支虎、白颊长臂猿等濒危物种。